# دایجو تننو

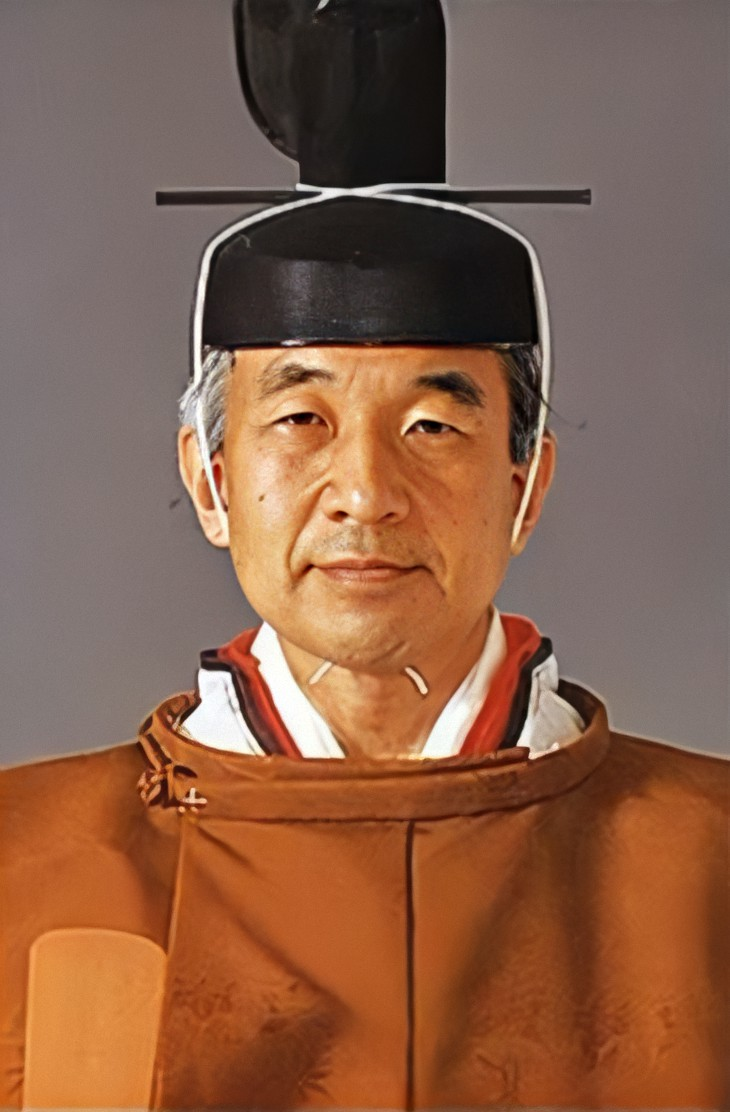
امپراتور آکیهیتو - او امپراتور فعلی ژاپن است.

امپراتور دایجو (به ژاپنی: 太上天皇) عنوانی است که امپراتور ژاپن پس از برکناری از قدرت به آن خوانده می‌شود.
در مجموع ۶۲ امپراتور ژاپنی از قدرت کناره‌گیری کرده‌اند.